# Fiat Cronos
Fiat Cronos – samochód osobowy klasy miejskiej produkowany od 2018 roku przez koncern motoryzacyjny FCA, pod włoską marką Fiat.

## Historia i opis pojazdu
Fiat Cronos po raz pierwszy został zaprezentowany w lutym 2018 roku jako kompaktowy sedan na rynki Ameryki Łacińskiej. Samochód oparto na modelu Argo, z którego pochodzi 30% podzespołów. W tym samym miesiącu samochód trafił do sprzedaży w Brazylii i w Argentynie.

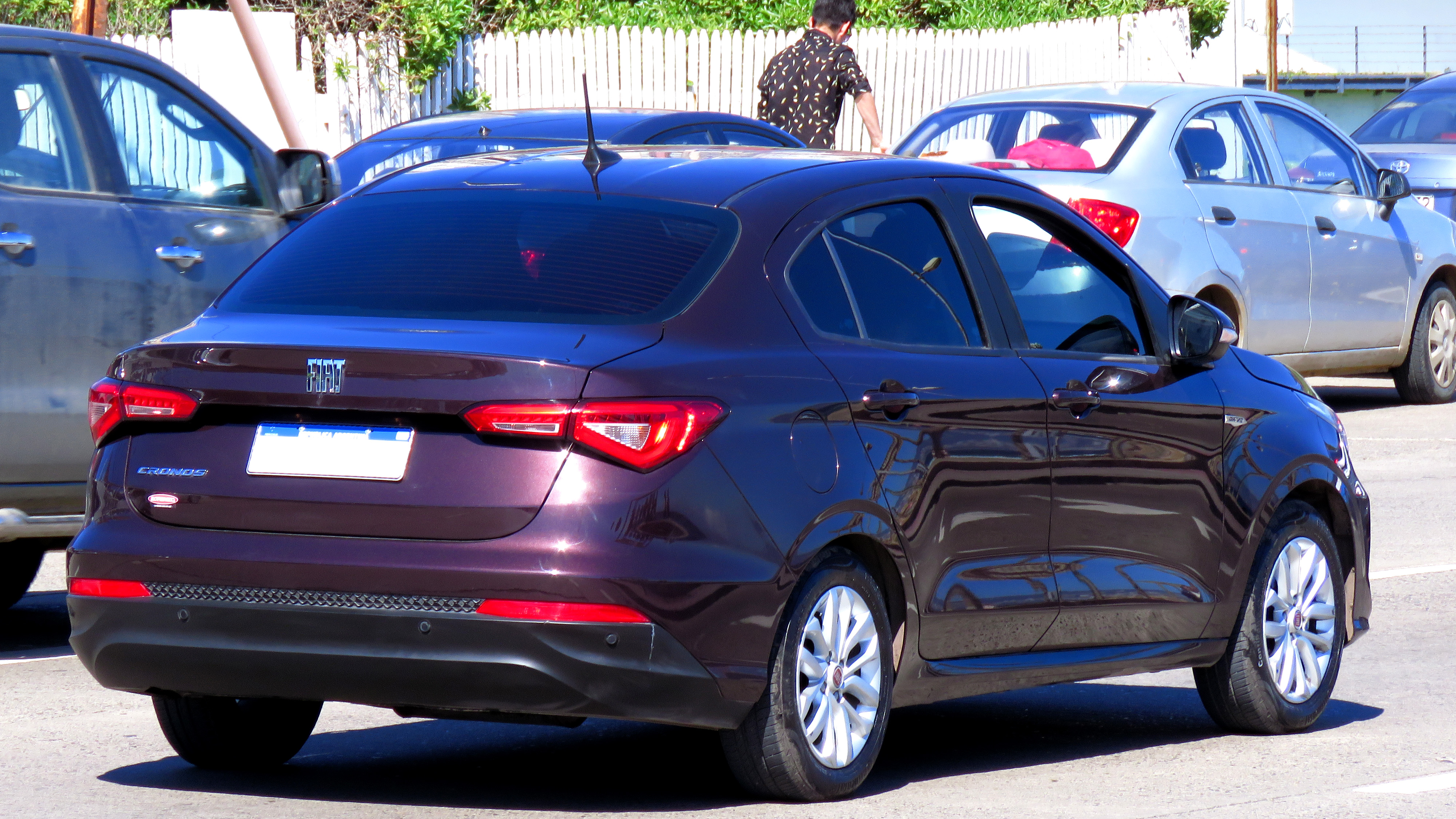
Fiat Cronos - tył

Pojazd oparty na nowej platformie MP-S (Modular Platform Sedan) wykorzystuje przednie zawieszenie McPhersona z drążkiem stabilizującym, natomiast z tyłu zastosowano układ belek skrętnych.
W 2018 roku sprzedano 29 307 egzemplarze samochodu w Brazylii i 11 601 w Argentynie.